# Ted Kornowicz
Ted Kornowicz (* 2. Mai 1915 in Warschau; † 14. April 1993 in Berlin; gebürtig Thaddäus Kornowicz) war ein deutscher Kameramann.

## Leben
Der Sohn eines Diplomingenieurs lebte seit 1918 in Deutschland. Kornowicz erhielt seine Ausbildung in einem Kopierwerk und arbeitete danach als Volontär, Kameraassistent und schließlich einfacher Kameramann beim Film. Er war zunächst bei der UFA tätig, seit 1941 stand er in den Diensten der Heeresfilmstelle.
Nach dem Krieg war er ab 1946 technischer Leiter am Neuen Operettentheater in Berlin. Bald danach wurde er ständiger Kameraoperateur bei Herbert Körner. Ab 1951 fungierte er neben Körner als zweiter Chefkameramann, ab 1954 arbeitete er selbständig, zum Teil neben anderen Kollegen. Sein Metier waren, neben einigen wenig bekannten Komödien, Märchen, Dokumentationen und dem Kriegsfilm Der Transport zuletzt besonders Sexfilme. Gelegentlich übernahm er auch Aufträge des SFB für das Fernsehen.

## Filmografie
- 1939: Die kluge Schwiegermutter (Kameraassistenz)
- 1951: Durch Dick und Dünn
- 1951: Es geht nicht ohne Gisela
- 1951: Unschuld in 1000 Nöten
- 1952: Fritz und Friederike
- 1952: Der keusche Lebemann
- 1952: Meine Frau macht Dummheiten
- 1953: Einmal kehr’ ich wieder
- 1953: Frauen, Filme, Fernsehfunk
- 1954: Ball der Nationen
- 1954: Das zweite Leben
- 1955: Der gestiefelte Kater
- 1955: Rumpelstilzchen
- 1956: Musikparade
- 1956: Max und Moritz
- 1960: Marina
- 1960: … und noch frech dazu!
- 1961: Der Transport
- 1963: Die Nacht am See
- 1965: Petrol-Carburant-Kraftstoff
- 1968: Che Guevara (Dokumentarfilm)
- 1969: Helgalein
- 1970: Die liebestollen Baronessen
- 1970: Atemlos vor Liebe
- 1970: Peggy in Berlin
- 1971: Junge Leute wollen lieben
- 1971: Unterwegs nach Kathmandu (Dokumentarfilm)
- 1975: Damals wie heute
- 1981: Liebe 80